# Cole Peverley
Cole Robert Peverley (* 3. Juli 1988 in Auckland) ist ein neuseeländischer Fußballspieler.

## Vereinskarriere
Der Mittelfeldspieler Peverley erlernte das Fußballspielen ab 1997 in der Wynton Rufer Soccer School, die im selben Jahr vom neuseeländischen, ehemaligen Bundesliga-Spieler Wynton Rufer gegründet worden war. Bei Wettkampfreisen unter anderem nach Europa im Jahr 2001 empfahl Peverley sich auch für ein Probetraining beim F.C. Hansa Rostock, in dessen Jugendinternat er ab 2002 noch als 13-Jähriger wechselte. Im Folgenden durchlief er die Jugendabteilungen des F.C. Hansa, in denen er zwischenzeitlich mit zwei weiteren neuseeländischen Talenten zusammenspielte. Jedoch gelang keinem von ihnen der Sprung in den deutschen Profifußball, so dass Peverley 2006 als 17-Jähriger nach Neuseeland zurückkehrte. Zuvor hatte er 2005 in der Jugend-Regionalliga mit der Rostocker B-Jugend unter Trainer Thomas Finck die Endrunde erreicht, in welcher er schließlich deutscher Vize-Meister geworden war. 2007 gelangte Peverley zur neuseeländischen Erstliga-Mannschaft des Hawke’s Bay United FC, mit der er 2007/08 insgesamt 14 Spiele bestritt und zum Saisonende den vierten Tabellenplatz belegte. Nach einer weiteren Saison bei Hawke’s Bay, die mit einem fünften Platz in der Abschlusstabelle endete, wechselte er – nach einem Gastspiel beim australischen Verein Macarthur Rams im Sommer – zur Saison 2009/10 zum Ligakonkurrenten Team Wellington. Mit diesem gelang Peverley als Vierter der Abschlusstabelle der Einzug in die Meisterschafts-Play-Offs, in denen die Mannschaft aber im Halbfinale am späteren Meister Waitakere United scheiterte. Zur Folgesaison kehrte Peverley zu Hawke’s Bay zurück.

## Nationalmannschaft
Peverley absolvierte 12 Einsätze in der U-20-Auswahl Neuseelands, während derer ihm insgesamt drei Tore gelangen. Dabei wurde er während der Junioren-WM 2007 in Kanada in den Vorrunden-Spielen seiner Mannschaft aufgeboten, die Neuseeländer verloren jedoch alle drei Spiele und schieden aus dem Turnier aus.
2008 gehörte Peverley zum Kader Neuseelands bei den Olympischen Spielen in Peking, auch hier schied sein Team jedoch nach der Vorrunde, in welcher Peverley alle Spiele absolviert hatte, aus dem Wettbewerb aus. Dennoch hatte Peverley sich für die A-Nationalmannschaft empfehlen können, für welche er im November 2008 bei einem Qualifikationsspiel zur WM 2010 erstmals eingesetzt wurde. Zwar ging das Spiel gegen Fidschi mit 0:2 verloren, doch stand Neuseeland bereits vor dem Spiel als Sieger der Ozeanien-Qualifikation fest. Für die Fußball-Weltmeisterschaft 2010 wurde Peverley von Nationaltrainer Ricki Herbert als einer von sieben Spielern auf Abruf nominiert und reiste nach einer Verletzung von Tim Brown ins österreichische Trainingslager nach, die Nachnominierung ins WM-Aufgebot blieb allerdings aus.